# Eastern Professional Basketball League 1956-1957
La stagione EPBL 1956-57 fu la 11ª della Eastern Professional Basketball League. Parteciparono 6 squadre in un unico girone.
Rispetto alla stagione precedente si aggiunsero gli Easton-Phillipsburg Madisons. I New York-Harlem Yankees scomparvero.

## Squadre partecipanti
- Easton Madisons
- Hazleton Hawks
- Scranton Miners
- Sunbury Mercuries
- Wilkes-B. Barons
- Williamsport Billies

## Classifica
| Squadra                      | V  | P  | %    | GB   |
| ---------------------------- | -- | -- | ---- | ---- |
| Scranton Miners              | 21 | 9  | 70,0 | -    |
| Hazleton Hawks               | 20 | 10 | 66,7 | 1    |
| Sunbury Mercuries            | 14 | 16 | 46,7 | 7    |
| Williamsport Billies         | 13 | 17 | 43,3 | 8    |
| Wilkes-Barre Barons          | 11 | 18 | 37,9 | 9,5  |
| Easton-Phillipsburg Madisons | 10 | 19 | 34,5 | 10,5 |

## Play-off

### Semifinali
|  | Williamsport Billies | 93 – 90 | Scranton Miners |  |

|  | Scranton Miners | 95 – 88 | Williamsport Billies |  |

|  | Scranton Miners | 111 – 89 | Williamsport Billies |  |

|  | Hazleton Hawks | 111 – 103 | Sunbury Mercuries |  |

|  | Sunbury Mercuries | 112 – 96 | Hazleton Hawks |  |

|  | Hazleton Hawks | 107 – 105 | Sunbury Mercuries |  |

### Finale
|  | Scranton Miners | 114 – 107 | Hazleton Hawks |  |

|  | Hazleton Hawks | 120 – 113 | Scranton Miners |  |

|  | Scranton Miners | 106 – 99 | Hazleton Hawks |  |

### Tabellone
|  | Semifinali | Semifinali   | Semifinali |          |          | Finale   | Finale | Finale |  |
|  |            |              |            |          |          |          |        |        |  |
|  | 1          | Scranton     | 2          |          |          |          |        |        |  |
|  | 1          | Scranton     | 2          |          |          |          |        |        |  |
|  | 4          | Williamsport | 1          |          |          |          |        |        |  |
|  | 4          | Williamsport | 1          |          | Scranton | Scranton | 2      |        |  |
|  |            |              |            |          | Scranton | Scranton | 2      |        |  |
|  |            |              | Hazleton   | Hazleton | 1        |          |        |        |  |
|  | 3          | Sunbury      | Hazleton   | Hazleton | 1        | 1        |        |        |  |
|  | 3          | Sunbury      |            |          |          |          |        |        |  |
|  | 2          | Hazleton     | 2          |          |          |          |        |        |  |

## Vincitore
| Campione EPBL 1957          |
| --------------------------- |
| Scranton Miners (1º titolo) |

## Premi EPBL
- EPBL Most Valuable Player: Hal Lear, Easton-Phillipsburg Madisons